# Gouvernement Dumyat
Dumyat (arabisch محافظة دمياط Muhāfazat Dumyāt, DMG Muḥāfaẓat Dumyāṭ) oder Damiette ist ein Gouvernement in Ägypten mit 1.496.765 Einwohnern und liegt im östlichen Nildelta.
Es grenzt im Norden an das Mittelmeer und im Süden an das Gouvernement Ad-Daqahliyya. Das Verwaltungszentrum ist Dumyat (Damietta).